# بلغة الأريب في مصطلح آثار الحبيب
بلغة الأريب في مصطلح آثار الحبيب هو كتاب من تصنيف الشيخ أبي الفيض محمد مرتضى الزبيدي، صاحب كتاب تاج العروس من جواهر القاموس، وهو علامة في الحديث الشريف واللغة العربية والأنساب ومن كبار المصنفين في عصره، ولد عام 1145 هـ/1732م، في بلجرام وهي بلدة في الهند ونشأ في زبيد في اليمن، ورحل إلى الحجاز، وأقام بمصر، وأصله من مدينة واسط في العراق، وتوفي بمرض الطاعون في مصر، عام 1205 هـ/1790م.

والكتاب من الكتب الإسلامية التي تتناول موضوع مصطلح الحديث النبوي.